# Cargolet ventrenegre
El cargolet ventrenegre (Pheugopedius fasciatoventris) és un ocell de la família dels troglodítids (Troglodytidae).

## Hàbitat i distribució
habita els boscos densos i matolls de les terres baixes al sud-oest de Costa Rica, Panamà i oest i nord de Colòmbia.